# Liste der Biografien/Ris
Liste der Biografien |
Portal Biografien |
Personensuche
# |
A |
B |
C |
D |
E |
F |
G |
H |
I |
J |
K |
L |
M |
N |
O |
P |
Q |
R |
S |
T |
U |
V |
W |
X |
Y |
Z |
?
 
Ra |
Rb |
Rd |
Re |
Rh |
Ri |
Rj |
Rk |
Rl |
Rm |
Rn |
Ro |
Rr |
Rs |
Rt |
Ru |
Rv |
Rw |
Rx |
Ry |
Rz
 
Ria |
Rib |
Ric |
Rid |
Rie |
Rif |
Rig |
Rih |
Rii |
Rij |
Rik |
Ril |
Rim |
Rin |
Rio |
Rip |
Riq |
Rir |
Ris |
Rit |
Riu |
Riv |
Riw |
Rix |
Riy |
Riz
Die Liste der Biografien führt alle Personen auf, die in der deutschsprachigen Wikipedia einen Artikel haben. Dieses ist eine Teilliste mit 318 Einträgen von Personen, deren Namen mit den Buchstaben „Ris“ beginnt.

## Ris
- Ris, Abraham († 1834), Schweizer Rabbiner
- Ris, Clara (1871–1946), deutsche Malerin
- Ris, Daniel (* 1965), deutscher Schauspieler, Theaterregisseur, Autor und Kulturmanager
- Ris, Friedrich (1867–1931), Schweizer Libellenforscher und Direktor der Irrenanstalt Rheinau
- Ris, Fritz (1897–1973), deutscher Ingenieur und Unternehmer
- Ris, Günter Ferdinand (1928–2005), deutscher Bildhauer
- Ris, Joël (* 2001), Schweizer Fussballspieler
- Ris, Julia (1904–1991), Schweizer Künstlerin und Kunstpädagogin
- Ris, Louis Nicolas Clément de (1714–1786), französischer Advocat
- Ris, Raphael (1728–1813), Schweizer Rabbiner und Kabbalist
- Ris, Roland (* 1939), Schweizer Sprachwissenschaftler und emeritierter Professor der ETH Zürich
- Ris, Sigmund (1431–1532), österreichischer Geistlicher und Bibliotheks-Stifter
- Ris, Walter (1924–1989), US-amerikanischer Schwimmer

### Risa
- Risa, Arne (* 1944), norwegischer Hindernis- und Langstreckenläufer
- Risa, Birk (* 1998), norwegischer Fußballspieler
- Risa, Vilde Bøe (* 1995), norwegische Fußballspielerin
- Risacher, Aïnhoa (* 2007), französische Basketballspielerin
- Risacher, René (1895–1988), französischer Dokumentarfilmproduzent und -regisseur
- Risacher, Stéphane (* 1972), französischer Basketballspieler
- Risacher, Zaccharie (* 2005), französischer BasketballspielerZaccharie Risacher (* 2005)

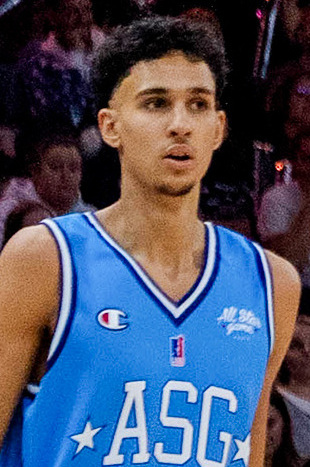
Zaccharie Risacher (* 2005)

- Risager, Thorbjørn (* 1971), dänischer Musiker
- Risan, Knut (1930–2011), norwegischer Schauspieler und Synchronsprecher
- Risatdinowa, Hanna (* 1993), ukrainische rhythmische Sportgymnastin
- Risatti, Giovanni (1942–2003), italienischer Geistlicher, römisch-katholischer Bischof von Macapá
- Risatti, Ricardo (* 1986), argentinischer Autorennfahrer

### Risb
- Risberg, Fanny (* 1975), schwedische Schauspielerin und Musikerin
- Risberg, Gösta (1919–1997), schwedischer Hürdenläufer
- Risberg, Melcher (1930–2001), schwedischer Skilangläufer
- Risby, Marie (* 1955), schwedische Skilangläuferin

### Risc
- Riscan, Alexander (* 1989), moldauischer Boxer
- RisCassi, Robert W. (* 1936), US-amerikanischer General der US Army
- Risch, Arnold (1890–1979), deutscher Vortragskünstler, Autor und Schauspieler
- Risch, Carine (* 1960), luxemburgische Tischtennisspielerin
- Risch, Carl Hugo (1841–1918), Schweizer Textilfabrikant und Unternehmer
- Risch, Curt (1879–1959), deutscher Eisenbahningenieur und Hochschullehrer
- Risch, Daniel (* 1978), liechtensteinischer Politiker (VU), Regierungschef von LiechtensteinDaniel Risch (* 1978)

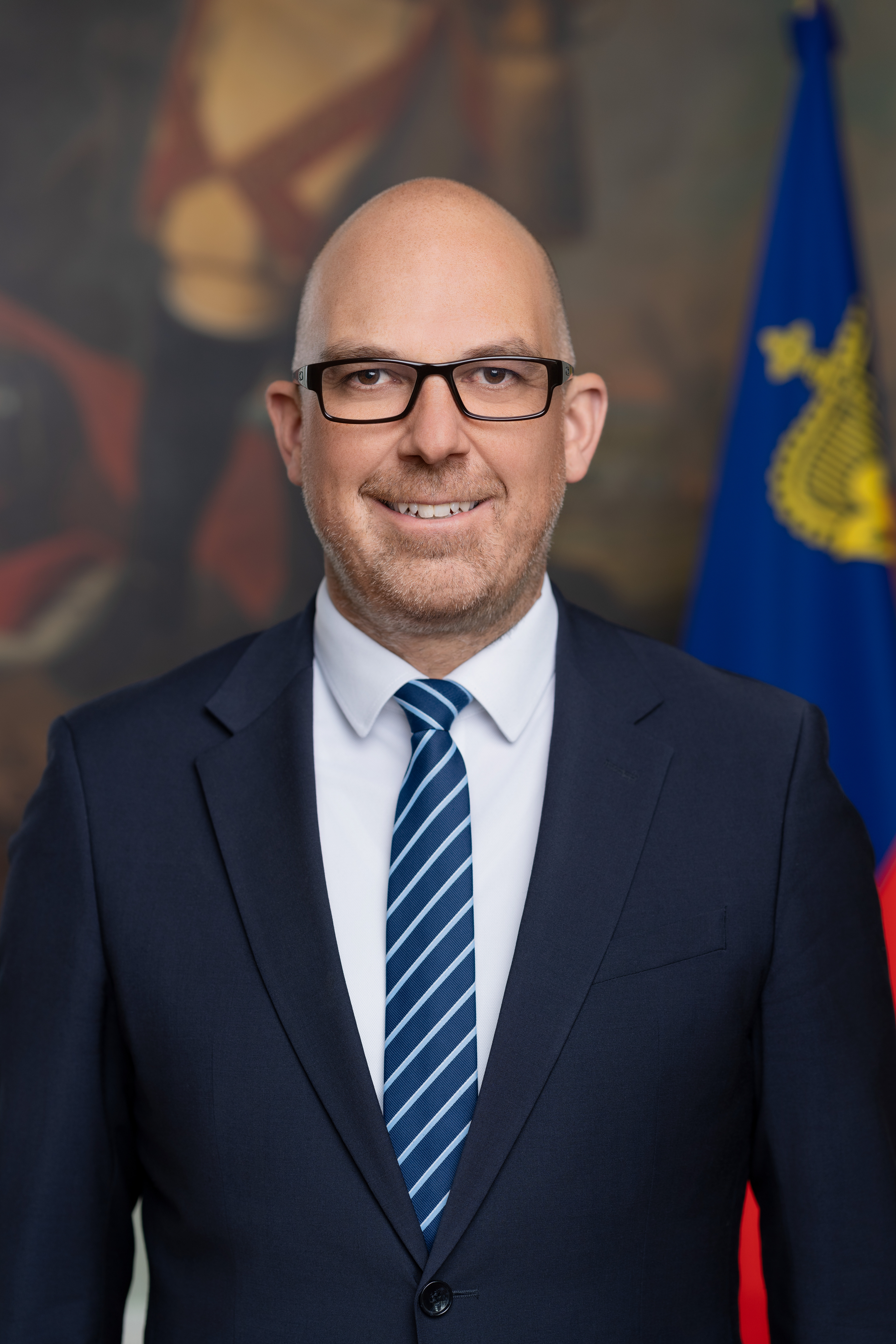
Daniel Risch (* 1978)

- Risch, Eduard (1879–1944), Opfer der NS-Kriegsjustiz
- Risch, Emil (1866–1950), liechtensteinischer Landtagsabgeordneter
- Risch, Ernst (1911–1988), Schweizer Altphilologe und Sprachwissenschaftler
- Risch, Ferdinand (1880–1940), liechtensteinischer Politiker (FBP)
- Risch, Heinrich (1888–1962), deutscher Politiker (SPD), MdL
- Risch, Helge Detlef, deutscher Flottillenadmiral
- Risch, Jim (* 1943), US-amerikanischer Politiker
- Risch, Karl (1865–1933), deutscher Verwaltungsjurist und Bezirksoberamtmann
- Risch, Katharina (* 2004), liechtensteinische Fussballspielerin
- Risch, Luise (* 1987), deutsche Schauspielerin
- Risch, Matthäus (1831–1908), Schweizer Landwirt und Politiker
- Risch, Maurice (* 1943), französischer SchauspielerMaurice Risch (* 1943)

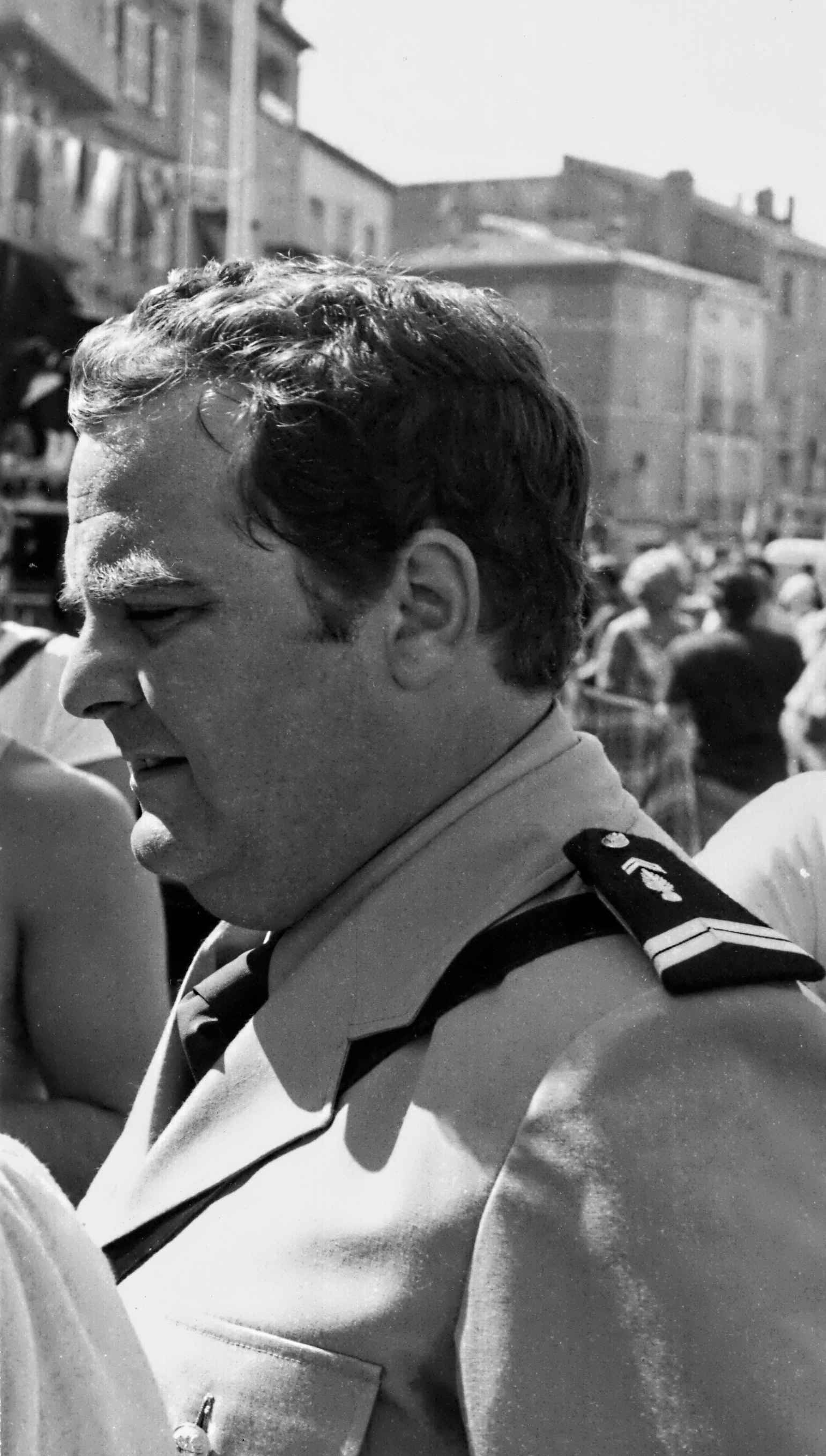
Maurice Risch (* 1943)

- Risch, Melanie (1887–1944), deutsche Schneiderin und ein Opfer der NS-Kriegsjustiz
- Risch, Nikolaus (* 1949), deutscher Chemiker und Universitätspräsident
- Risch, Otto (* 1871), deutscher Oberamtmann
- Risch, Patrick (* 1968), liechtensteinischer Politiker (FL)
- Risch, Robby (* 1962), deutscher Politiker (Parteilos) und Oberbürgermeister von Weißenfels
- Risch, Robert (* 1939), US-amerikanischer Mathematiker
- Risch, Robert (* 1971), deutscher Politiker (AfD)
- Risch, Rudolf (1908–1944), deutscher Radrennfahrer
- Risch, Sascha (* 2000), deutscher Fußballspieler
- Rischar, Jürgen (* 1944), deutscher Politiker (SPD), MdL
- Rischar, Siegfried (1924–2009), deutscher Maler und Grafiker
- Rischbeck, Rudi (1903–1988), deutscher Jazz- und Unterhaltungsmusiker
- Rischbieter, Henning (1927–2013), deutscher Theaterwissenschaftler und Theaterkritiker
- Rischbieter, Otto (1897–1943), deutscher Maler, Vertreter der Neuen Sachlichkeit
- Rischbieter, Wilhelm (1834–1910), Dozent am Königlichen Konservatorium für Musik in Dresden
- Rischbieth, Bessie (1874–1967), australische Feministin und Sozialaktivistin
- Rische, August Dietrich (1819–1906), deutscher lutherischer Pastor, Komponist und Liederdichter
- Rische, Florian (* 1996), deutscher E-Sportler (Counter-Strike, Global Offensive)
- Rische, Friedrich (1914–2007), deutscher Politiker (KPD), MdB
- Rische, Helmut (1921–2013), deutscher Mediziner
- Rische, Herbert (* 1947), deutscher Manager (BfA)
- Rische, Jürgen (* 1970), deutscher Fußballspieler
- Rische, Michael (* 1952), deutscher klassischer Pianist und Hochschullehrer
- Rische, Rolf (* 1962), deutscher Journalist und Medienmanager
- Rischel, Anna-Grethe (* 1935), dänische Papierhistorikerin
- Rischer, Carmen (* 1956), deutsche Gymnastin
- Rischer, Henning (* 1945), deutscher Geschichtsforscher, Autor und Herausgeber
- Rischer, Johann Jakob (1662–1755), österreichisch-deutscher Barockarchitekt
- Rischert, Christian (* 1936), deutscher Regisseur, Filmautor und Produzent
- Rischka, Andrea (* 1991), schlesische Sängerin, Musikerin und Politikerin
- Rischka, Gerhard Ewald (1903–2004), deutscher Komponist, Musiker und Dirigent
- Rischke, Paul (1900–1953), deutscher Kameramann
- Rischmann, André (1882–1955), französischer Rugbyspieler
- Rischowski, Ira (1899–1989), deutsch-britische Elektroingenieurin und Widerstandskämpferin gegen den Nationalsozialismus
- Risco Bermúdez, René del (1937–1972), dominikanischer Schriftsteller
- Riscop, Franz (1933–2016), deutscher Politiker (CDU), MdL

### Risd
- Risden, Richard A. (1906–1998), US-amerikanischer Offizier, Brigadegeneral der US-Army
- Risdon, Elisabeth (1887–1958), britische Schauspielerin
- Risdon, Josh (* 1992), australischer Fußballspieler

### Rise
- Riseborough, Andrea (* 1981), britische SchauspielerinAndrea Riseborough (* 1981)

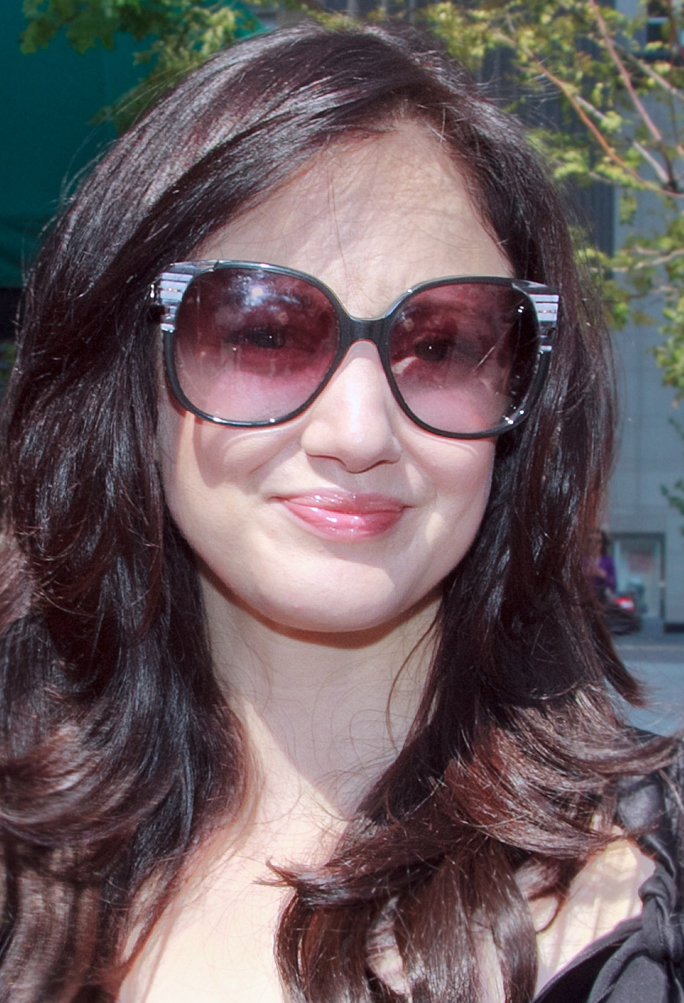
Andrea Riseborough (* 1981)

- Risebrough, Doug (* 1954), kanadischer Eishockeyspieler
- Risek, Margareta (* 1994), kroatische Sprinterin
- Riseley, Frank Lorymer (1877–1959), englischer Tennisspieler
- Riseley, Jeffrey (* 1986), australischer Mittelstreckenläufer
- Riseley-Prichard, John (1924–1993), britischer Rennfahrer
- Risen, James (* 1955), US-amerikanischer Journalist und Autor
- Risenhoover, Ted (1934–2006), US-amerikanischer Politiker
- Riset, Panchito (1910–1988), kubanischer Son- und Bolerosänger
- Riseth, Fredrik (* 1995), norwegischer Skilangläufer
- Riseth, Vidar (* 1972), norwegischer Fußballspieler
- Riseu, Rosalina (* 1972), indonesische Badmintonspielerin

### Risg
- Risgaard Knudsen, Jens (1925–1997), dänischer Politiker (Socialdemokraterne), Mitglied des Folketing und Minister
- Risgård, Kasper (* 1983), dänischer Fußballspieler

### Rish
- Risha, Mama (1955–1985), kurdischer Offizier der Peschmerga im NordirakMama Risha (1955–1985)

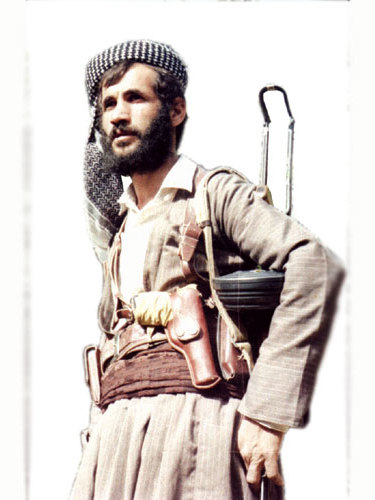
Mama Risha (1955–1985)

- Rishell, Paul (* 1950), US-amerikanischer Bluesmusiker
- Rishøi, Ingvild H. (* 1978), norwegische Schriftstellerin
- Rishony, Shira (* 1991), israelische Judoka
- Rishtya, Sayed Qassem (1913–1998), afghanischer Schriftsteller, Politiker und Diplomat

### Risi
- Risi, Anna (1839–1900), Modell von Anselm Feuerbach
- Risi, Armin (* 1962), Schweizer Dichter, Veda-Philosoph und Sachbuchautor
- Risi, Bruno (* 1968), Schweizer Bahnradrennfahrer
- Risi, Claudio (1948–2020), italienischer Filmregisseur
- Risi, David, Schweizer Organisations- und Managementforscher sowie Hochschullehrer
- Risi, Dino (1916–2008), italienischer Regisseur und DrehbuchautorDino Risi (1916–2008)

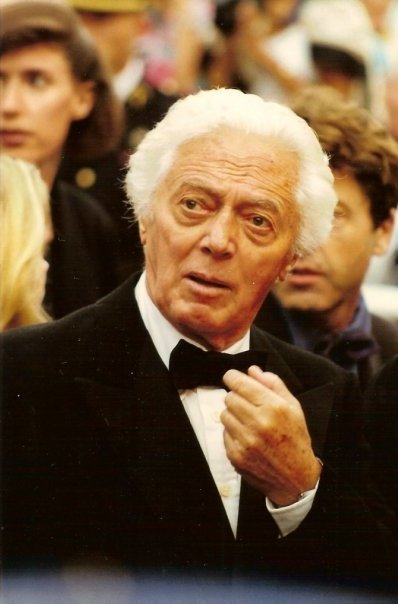
Dino Risi (1916–2008)

- Risi, Edward Gabriel (* 1949), südafrikanischer Ordensgeistlicher, Bischof von Keimoes-Upington
- Risi, Marco (* 1951), italienischer Filmregisseur
- Risi, Nelo (1920–2015), italienischer Dokumentarfilmer, Filmregisseur und Drehbuchautor
- Risi, Peter (1950–2010), Schweizer Fussballspieler
- Risi, Valeria, uruguayisch-deutsche Fernsehmoderatorin und Schauspielerin
- Risiglione, Francisco (1917–1999), argentinischer Boxer
- Risikko, Paula (* 1960), finnische Politikerin
- Rising, James (1942–2018), US-amerikanischer Ornithologe

### Risk
- Risk, Charles (1897–1943), US-amerikanischer Politiker
- Risk, Kylie (* 1973), australische Langstreckenläuferin
- Riska, Dan-Olof (* 1944), finnischer Kernphysiker
- Riska, Filip (* 1985), finnischer Eishockeyspieler
- Riška, Martin (* 1975), slowakischer Radrennfahrer
- Riskas, Natalie Devine, US-amerikanische Schauspielerin
- Riske-Amritraj, Alison (* 1990), US-amerikanische Tennisspielerin
- Riski, Riku (* 1989), finnischer Fußballspieler
- Riski, Roope (* 1991), finnischer Fußballspieler
- Riskijew, Rufat Asadowitsch (* 1949), sowjetischer Boxer
- Riskin, Everett (1895–1982), US-amerikanischer Filmproduzent
- Riskin, Neta (* 1976), israelische Schauspielerin und Journalistin
- Riskin, Robert (1897–1955), US-amerikanischer Drehbuch- und Theaterautor, sowie Filmproduzent und Filmregisseur
- Riskin, Shlomo (* 1940), israelisch-amerikanischer Rabbiner und Publizist
- Risko, Eddie Babe (1911–1957), US-amerikanischer Boxer im Mittelgewicht
- Risku, Hanna (* 1967), finnische Hochschullehrerin, Professorin für Theoretische und Angewandte Translationswissenschaft
- Riškus, Jonas (1922–2018), litauischer Literaturwissenschaftler und Hochschullehrer
- Riskykidd (* 1994), griechischer Rapper

### Risl
- Risler, Édouard (1873–1929), französischer Pianist
- Risley, Elijah (1787–1870), US-amerikanischer Politiker

### Rism
- Rismaharini, Tri (* 1961), indonesische Politikerin (PDI-P)
- Rismondo, Francesco (1885–1915), italienischer Irredentist und Soldat
- Rismondo, Piero (1905–1989), österreichischer Schriftsteller

### Risn
- Risner, Dalton (* 1995), US-amerikanischer American-Football-Spieler
- Risner, Friedrich († 1580), deutscher Mathematiker

### Riso
- Riso, Don Richard (1946–2012), US-amerikanischer Mitbegründer und Experte der Lehre vom Enneagramm
- Riso, Hans (1889–1950), deutscher Fußballtorwart
- Riso, Heinrich (1882–1964), deutscher Fußballspieler
- Riso, Santiago (* 1990), uruguayischer Fußballspieler
- Risom, Henrik (* 1968), dänischer Fußballspieler
- Risom, Jens (1916–2016), dänisch-amerikanischer Designer

### Risp
- Risp, Fredrik (* 1980), schwedischer Fußballspieler
- Rispeter, Walter (1899–1961), deutscher Publizist und Justizbeamter in Hamburg
- Rispoli, Maria, italienische Klassische Archäologin
- Rispoli, Michael (* 1960), US-amerikanischer Schauspieler

### Risq
- Risqullayev, Axrol (* 1985), usbekischer Fußballschiedsrichter

### Riss
- Riss, Dan (1910–1970), US-amerikanischer Schauspieler
- Riss, Egon (1901–1964), österreichisch-britischer Architekt
- Riss, François Nicholas (1804–1886), russischer Maler französischer Abstammung
- Riss, Gerd (* 1965), deutscher Motorradrennfahrer und Weltmeister
- Riss, Hermine (1903–1980), österreichische Gerechte unter den Völkern
- Riss, Jacob (1838–1908), deutscher Müller und Politiker (Zentrum), MdR
- Riss, Johann Robert (* 1921), deutscher SS-Unteroffizier
- Riß, Josef (1883–1958), deutscher Politiker (BVP, CSU), Bürgermeister und MdL Bayern
- Riß, Rudolf (1884–1945), deutscher Landrat
- Riss, Rudolf (1923–1985), deutscher Polizeioffizier und General der Volkspolizei
- Riß, Tanja (* 1976), deutsche Tischtennisspielerin
- Riss, Thomas (1871–1959), österreichischer Maler
- Riss, Walter (1931–2001), österreichischer Schauspieler bei Bühne und Fernsehen
- Rissa (* 1938), deutsche Malerin
- Rissanen, Aki (* 1980), finnischer Jazzmusiker (Piano, Komposition)
- Rissanen, Jarmo (* 1979), finnischer Straßenradrennfahrer
- Rissanen, Jorma (1932–2020), finnischer Informatiker
- Rissanen, Kerttu (* 1996), finnische Schauspielerin
- Rissanen, Mika (* 1978), finnischer Schriftsteller und Historiker
- Rissaweg, Josef (1844–1911), österreichischer Politiker
- Rissberger, Alfons (* 1948), deutscher Unternehmer, Unternehmensberater und AutorAlfons Rissberger (* 1948)

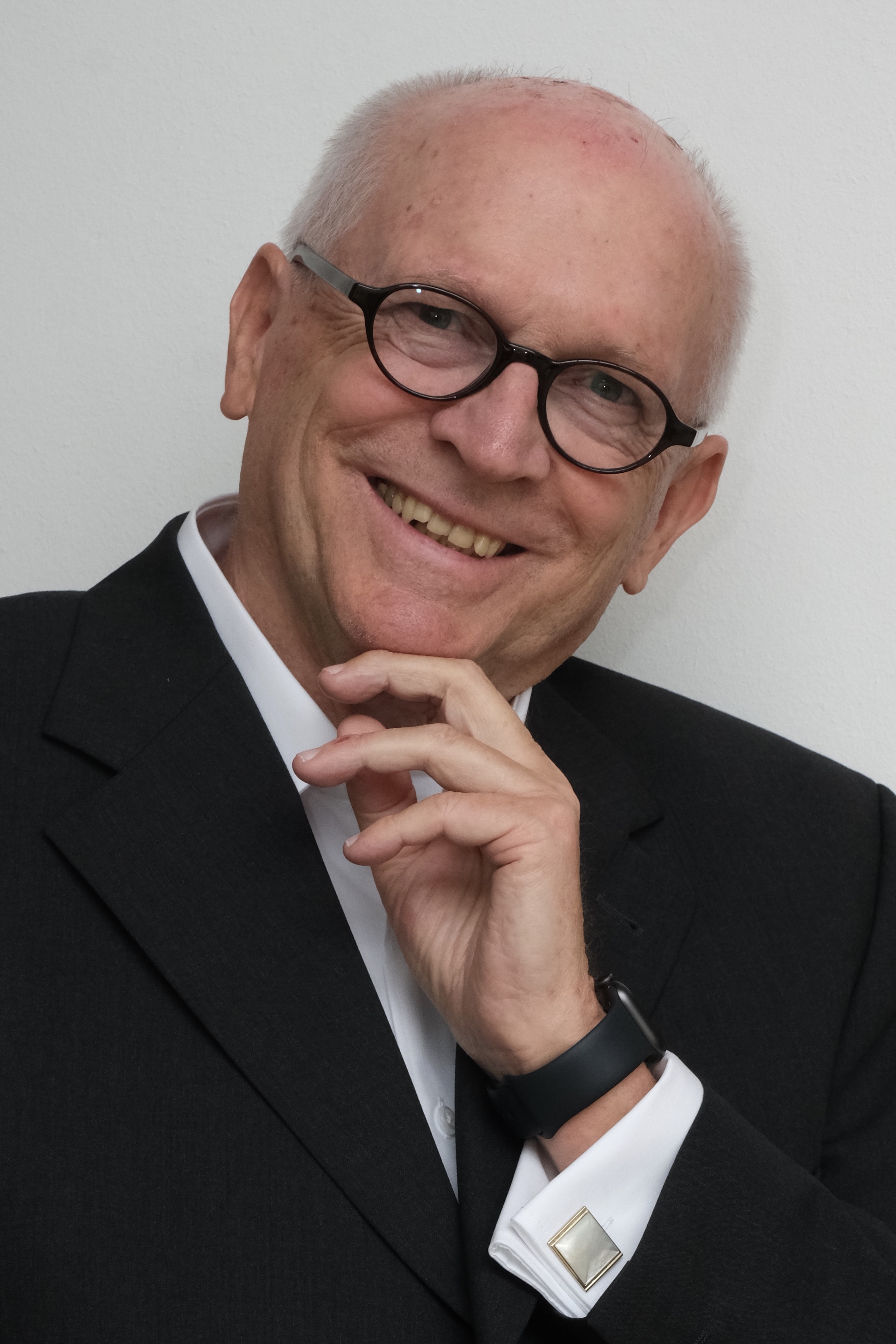
Alfons Rissberger (* 1948)

- Riße, Anneli-Marie (1998–2015), deutsche Schülerin
- Risse, Carl-Hermann (1942–2022), deutscher Schauspieler und Regisseur
- Risse, Caspar (1850–1923), deutscher Landschaftsmaler und Vedutenmaler der Düsseldorfer Schule
- Risse, Eberhard (1920–1975), deutscher Politiker (FDP), MdL
- Risse, Edmund (1835–1891), deutscher Lithograf, Unternehmer und Hof-Fotograf
- Riße, Günter (* 1954), deutscher römisch-katholischer Theologe
- Risse, Heinz (1898–1989), deutscher Schriftsteller und Automobilrennfahrer
- Risse, Horst (* 1954), deutscher Verwaltungsjurist
- Risse, Jorres (* 1976), deutscher Schauspieler
- Risse, Marcel (* 1989), deutscher FußballspielerMarcel Risse (* 1989)

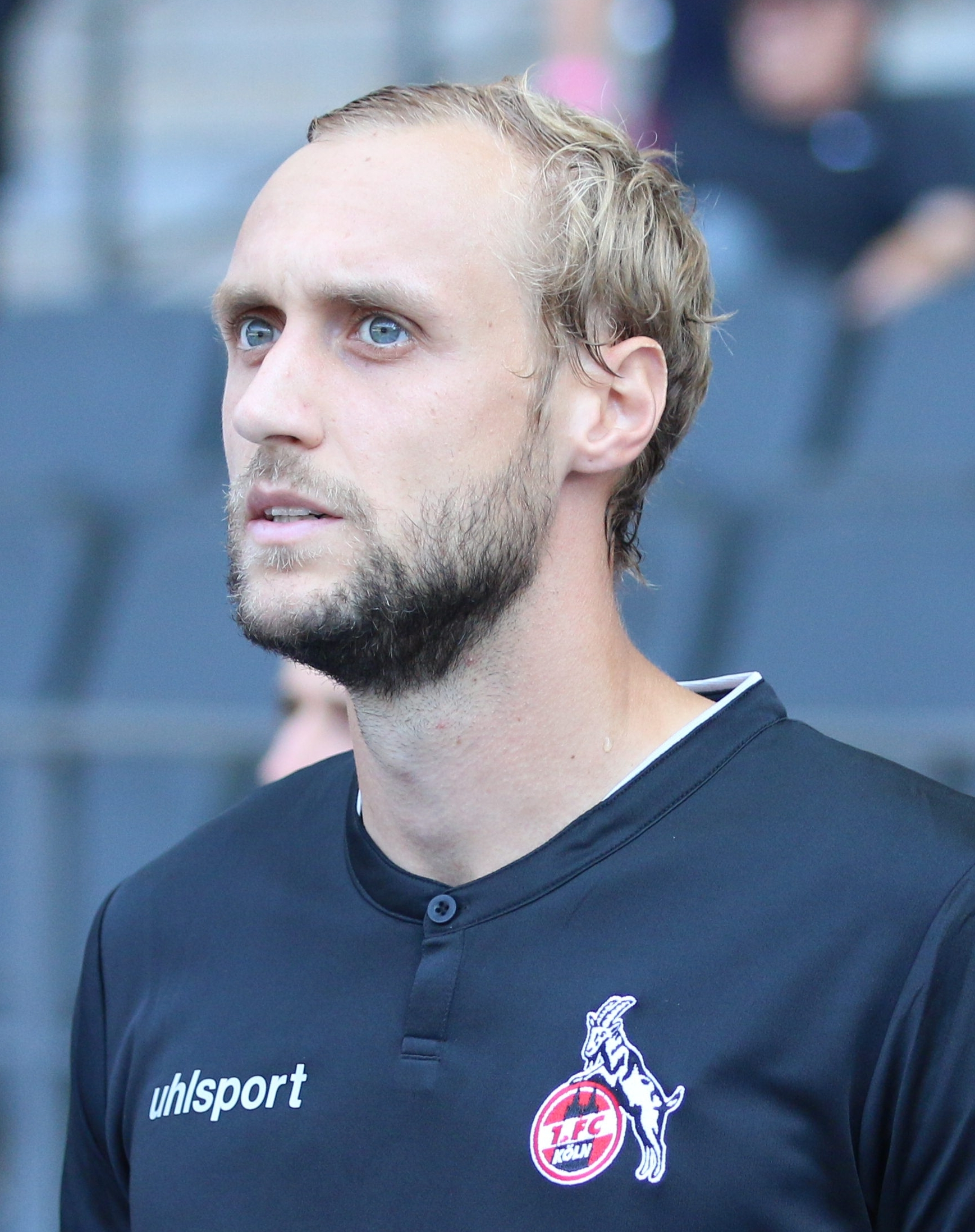
Marcel Risse (* 1989)

- Risse, Otto (1898–1989), deutscher Architekt
- Risse, Ralf (* 1964), deutscher Basketballspieler und -trainer
- Risse, Roland (1835–1887), deutscher Historien-, Genre- und Bildnismaler
- Risse, Roland (1902–1990), deutscher Verwaltungsjurist und Ministerialbeamter
- Riße, Stefan (* 1968), deutscher Börsenmakler
- Risse, Thomas (* 1955), deutscher Politikwissenschaftler
- Risse, Walter (1892–1965), deutscher Offizier, zuletzt Generalleutnant im Zweiten Weltkrieg
- Risse, Walter (1893–1969), deutscher Fußballspieler und -trainer
- Risse, Wilhelm, deutscher Opernsänger
- Risse, Wilhelm (1931–1998), deutscher Logiker
- Risse-Kaufmann, Nicole (* 1973), deutsche Schauspielerin, Sängerin und Kabarettistin
- Rissel, Rainer (* 1942), deutscher Fußballspieler
- Risselmann, August von (1828–1886), deutscher Rittergutsbesitzer und Parlamentarier
- Risselmann, Johann (1630–1698), deutscher Hebraist und Hochschullehrer
- Rissenbeek, Mariette (* 1956), Filmproduzentin, Marketingmanagerin in der Filmbranche, Geschäftsführerin der Berlinale
- Risser, Eve (* 1982), französische Jazz- und Improvisationsmusikerin und Komponistin
- Risser, Joseph (1892–1982), US-amerikanischer Chirurg
- Risser, Oliver (* 1980), deutsch-namibischer FußballspielerOliver Risser (* 1980)

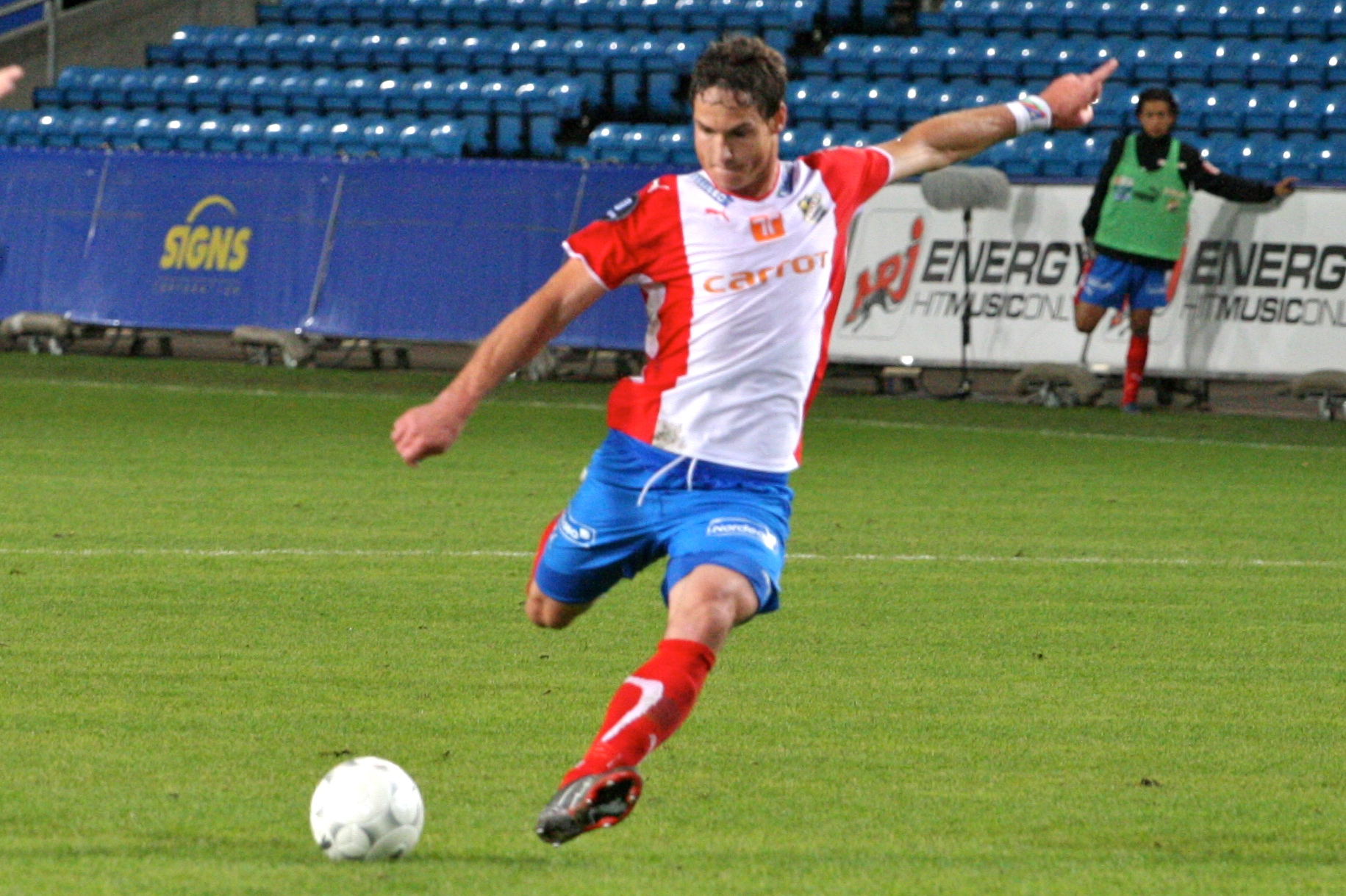
Oliver Risser (* 1980)

- Risser, Richard (1906–1996), deutscher Ingenieur
- Risser, Wilko (* 1982), namibischer Fußballspieler
- Risset, Jean-Claude (1938–2016), französischer Komponist
- Rissi, Mark (* 1946), Schweizer Filmregisseur und Tierschützer
- Rissi, Mathias (* 1946), Schweizer Jazz- und Improvisationsmusiker (Saxophone)
- Rissient, Pierre (1936–2018), französischer Regisseur und Drehbuchautor
- Rissin, Josef (* 1944), europäischer Geiger und Pädagoge
- Rissing-van Saan, Ruth (* 1946), deutsche Juristin und Vorsitzende Richterin am Bundesgerichtshof
- Rissios, Dione (* 1990), chilenische Fußballschiedsrichterin
- Rissler, Albrecht (* 1944), deutscher Zeichner
- Rissler, Josef Albert (1908–1982), deutscher Bildhauer
- Rissler, Thomas (* 1962), deutscher Bildhauer und Holzschneider
- Rißling, Kurt (1888–1967), deutscher Landwirt und Politiker (CDU), MdL
- Rissmann, Eitel-Friedrich (1906–1986), deutscher Internist und Infektiologe; Dozent an der Charité
- Rißmann, Jürgen (* 1963), deutscher Schauspieler
- Rißmann, Manfred (* 1939), deutscher Politiker (SPD), MdL
- Rissmann, Marc (* 1980), deutscher SchauspielerMarc Rissmann (* 1980)

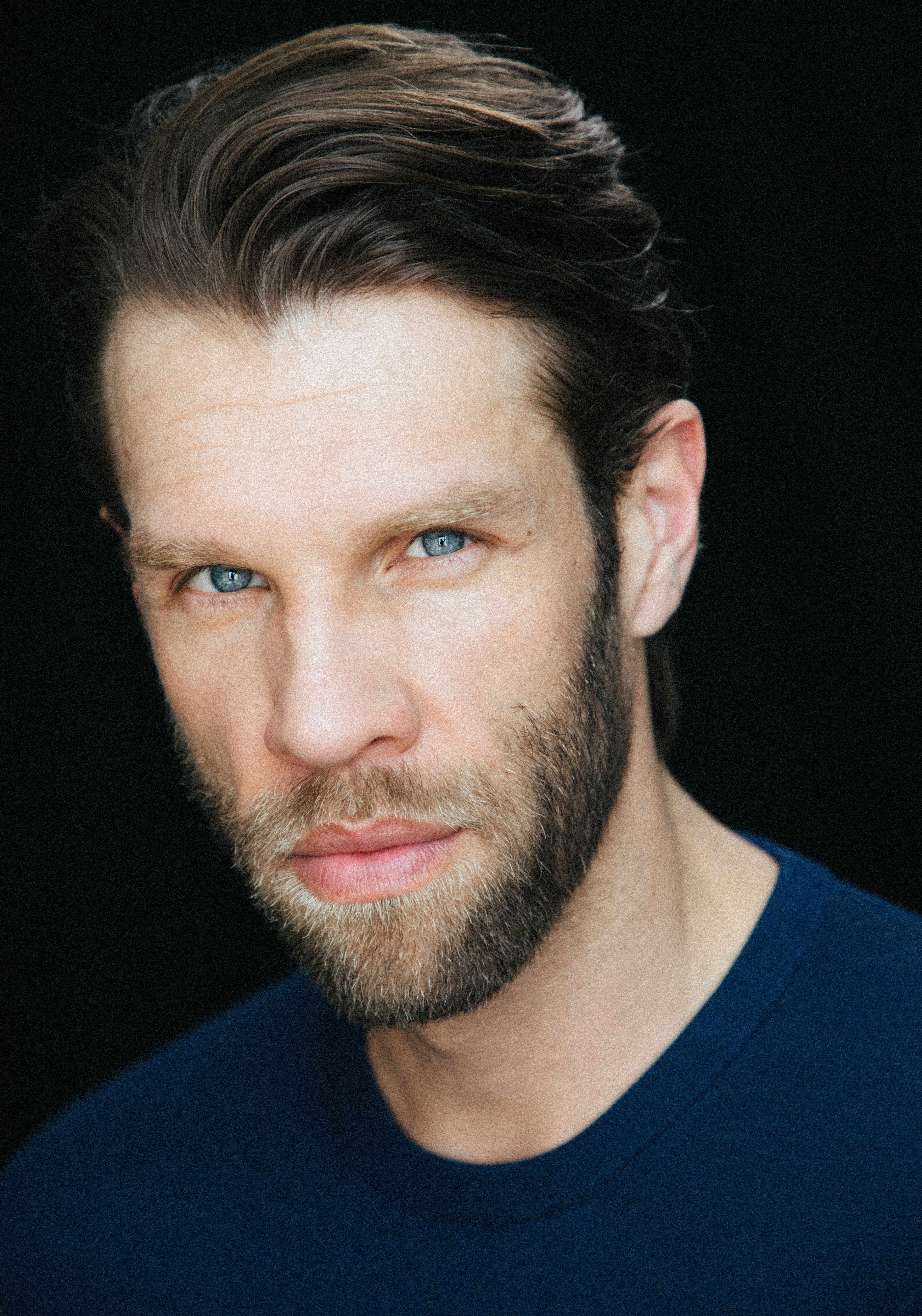
Marc Rissmann (* 1980)

- Rissmann, Sven (* 1978), deutscher Politiker (CDU), MdA
- Rißmann, Thomas (* 1970), deutscher Basketballspieler
- Rissmiller, Patrick (* 1978), US-amerikanischer Eishockeyspieler und -trainer
- Rißmüller, Julius (1863–1933), Oberbürgermeister von Osnabrück
- Risso de Leon, Arturo, uruguayischer Politiker
- Risso, Eduardo (1925–1986), uruguayischer Ruderer
- Risso, Eduardo (* 1959), argentinischer Comiczeichner
- Risso, Ignacio (* 1977), uruguayischer Fußballspieler
- Risso, Joseph Antoine (1777–1845), französischer Naturforscher
- Risso, Mario (* 1988), uruguayischer Fußballspieler
- Risso, Roberto (1925–2010), italienischer Schauspieler
- Rissone, Emilio (1933–2017), Schweizer Grafikdesigner, Bildender Künstler und Kunstpädagoge
- Rissone, Giuditta (1895–1977), italienische Schauspielerin
- Rissveds, Jenny (* 1994), schwedische RadrennfahrerinJenny Rissveds (* 1994)

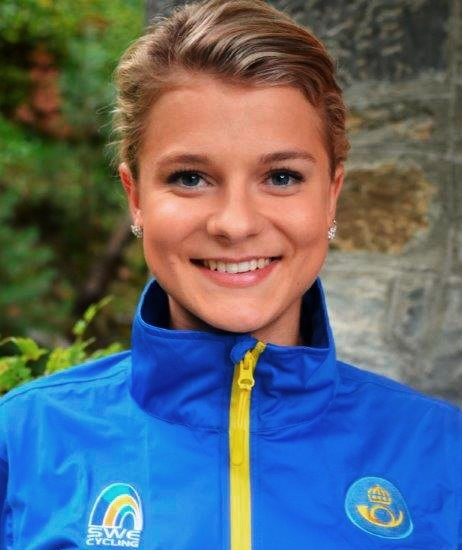
Jenny Rissveds (* 1994)

### Rist
- Rist, Bonifaz († 1843), deutscher Kammerabgeordneter
- Rist, Christoph (1790–1876), deutscher Landschaftsmaler, Radierer und Aquarellist
- Rist, Fred (* 1947), deutscher Psychologe und Hochschullehrer
- Rist, Gilbert (1938–2023), Schweizer Politologe
- Rist, Johann (1607–1667), deutscher Dichter und lutherischer Prediger
- Rist, Johann Georg (1775–1847), deutscher Schriftsteller, dänischer Diplomat und Staatsmann
- Rist, John Michael (* 1936), englischer Philosoph
- Rist, Josef (* 1962), deutscher Geistlicher, Theologe und Professor für Kirchengeschichte
- Rist, Luise (1877–1955), deutsche Politikerin
- Rist, Peter (* 1969), deutscher Politiker, Musiker, Entertainer, Schlagersänger, Komponist und Textdichter
- Rist, Pipilotti (* 1962), Schweizer VideokünstlerinPipilotti Rist (* 1962)

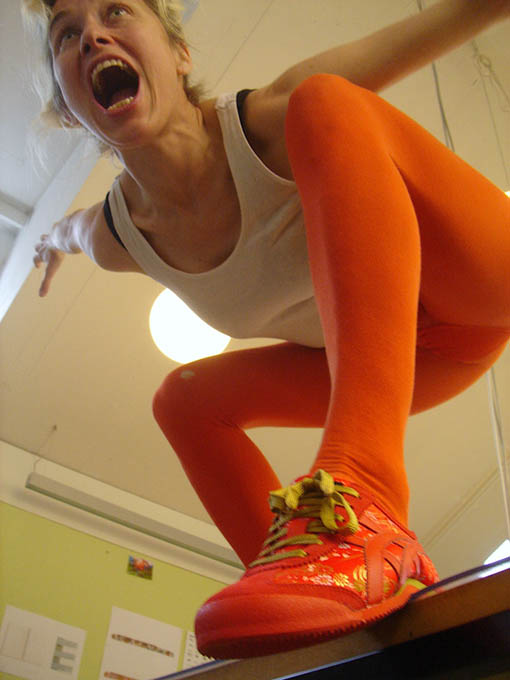
Pipilotti Rist (* 1962)

- Rist, Preben (1885–1967), dänischer Schauspieler und Regisseur
- Rist, Regine (* 1970), deutsche parteilose Kommunalpolitikerin
- Rist, Robbie (* 1964), US-amerikanischer Schauspieler und Synchronsprecher
- Rist, Sepp (1900–1980), deutscher Schauspieler
- Ristanen, Kari (* 1958), finnischer Skilangläufer
- Ristanic, Filip (* 2004), österreichischer Fußballspieler
- Ristanović, Radivoje (* 1982), serbischer Handballspieler
- Ristau, Axel, deutscher Flottillenadmiral
- Ristau, Hilko (* 1974), deutscher Fußballspieler
- Ristau, Noemi (* 1991), deutsche Behindertensportlerin
- Ristau, Paul (1876–1961), deutscher Politiker (SPD, USPD), MdR
- Ristau-Winkler, Malte (* 1952), deutscher Ministerialbeamter (SPD)
- Riste, Olav (1933–2015), norwegischer Historiker
- Ristelhueber, René (1881–1960), französischer Diplomat
- Ristenpart, Eugen (1873–1953), deutscher Chemiker
- Ristenpart, Friedrich Wilhelm (1868–1913), deutscher Astronom
- Ristenpart, Karl (1900–1967), deutscher Dirigent
- Risteska, Elena (* 1986), nordmazedonische Sängerin
- Risteska, Hristina (* 1991), nordmazedonische Leichtathletin
- Ristevski, Kire (* 1990), nordmazedonischer Fußballspieler
- Risthaus, Peter (* 1970), deutscher Literaturwissenschaftler
- Ristić, Aleksandar (* 1944), jugoslawischer Fußballspieler und jugoslawischer sowie bosnischer Trainer
- Ristić, Bratislav (* 1954), jugoslawischer Boxer
- Ristić, Dušan (* 1995), serbischer Basketballspieler
- Ristić, Goran (* 1974), serbischer Eishockeyspieler
- Ristić, Jovan (1831–1899), serbischer Diplomat und Politiker
- Ristić, Ljubiša (* 1967), bosnischer Volleyballspieler und -trainer
- Ristić, Marko (1902–1984), jugoslawischer Schriftsteller
- Ristić, Mia (* 2006), serbische Tennisspielerin
- Ristić, Milan (1908–1982), serbischer Komponist und Pianist
- Ristić, Milovan (* 1974), serbischer Fußballschiedsrichter
- Ristić, Srđan (* 1980), serbischer Eishockeyspieler
- Ristić, Sreto (* 1976), serbischer Fußballspieler
- Ristić, Stevica (* 1982), mazedonischer Fußballspieler
- Ristig, Dieter (* 1955), deutscher Tischtennisspieler
- Ristikivi, Karl (1912–1977), estnischer Schriftsteller
- Ristine, Richard O. (1920–2009), US-amerikanischer Politiker
- Ristinen, Matti (* 1974), finnischer Schauspieler
- Ristiyani Imawan, Gebby (* 1992), indonesische Badmintonspielerin
- Ristl, Fiona (* 1991), österreichische Schauspielerin
- Ristl, Mart (* 1996), deutscher Fußballspieler
- Ristl, Pascal (* 2002), deutscher Volleyballspieler
- Ristock, Harry (1928–1992), deutscher Politiker (SPD), MdA und Industrieller
- Ristock, Inge (1934–2005), deutsche Tischtennisspielerin, Kabarettistin und Fernsehautorin
- Ristolainen, Rasmus (* 1994), finnischer Eishockeyspieler
- Ristord, Clémentine, französische Jazz- und Improvisationsmusikerin (Saxophon, Bassklarinette, Komposition)
- Ristori, Adelaide († 1906), italienische Schauspielerin
- Ristori, Dominique (* 1952), französischer EU-Beamter und Generaldirektor
- Ristori, Giovanni Alberto (1692–1753), italienischer Komponist des Spätbarock am sächsischen Hof
- Ristori, Luciano (* 1948), italienischer experimenteller Teilchenphysiker
- Ristoro d’Arezzo, italienischer Mönch und Gelehrter
- Ristoro di Andrea, italienischer Maler
- Ristović, Ana (* 1972), serbische Lyrikerin
- Ristović, Milan (* 1953), serbischer Historiker und Hochschullehrer
- Ristovska, Sara (* 1996), nordmazedonische Handballspielerin
- Ristovski, Borko (* 1982), mazedonischer Handballtorwart
- Ristovski, Laza (1956–2007), serbischer Keyboarder
- Ristovski, Lazar (* 1952), jugoslawischer bzw. serbischer SchauspielerLazar Ristovski (* 1952)

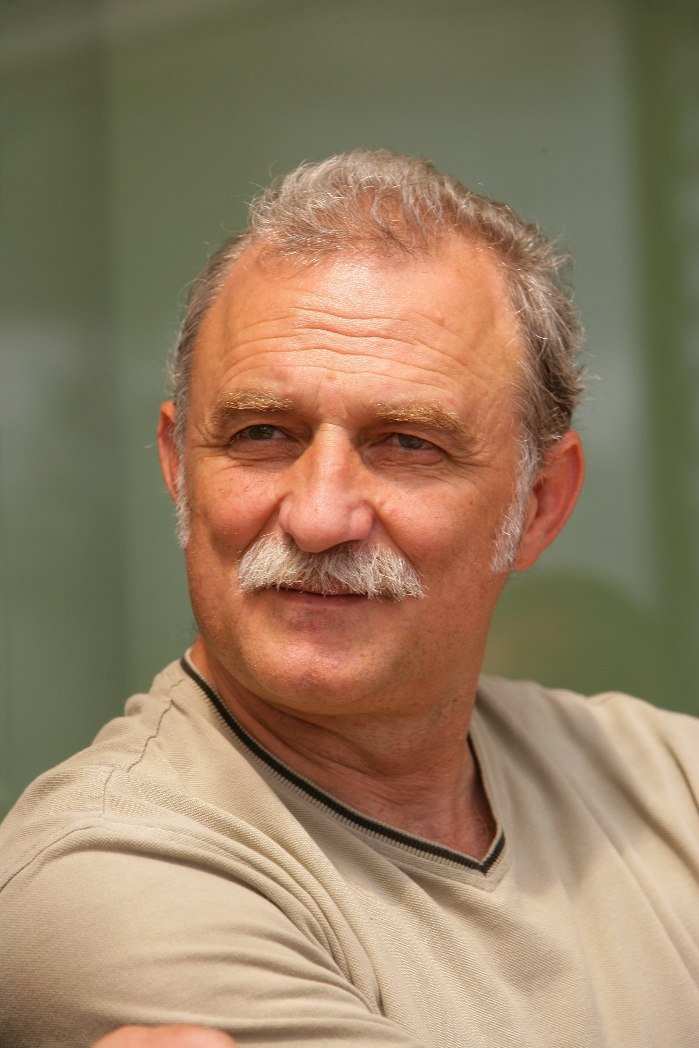
Lazar Ristovski (* 1952)

- Ristovski, Milan (* 1998), nordmazedonischer Fußballspieler
- Ristovski, Stefan (* 1992), nordmazedonischer Fußballspieler
- Ristow, Friedrich (1941–2024), deutscher Verwaltungs- und Kirchenjurist
- Ristow, Isabell (* 1986), deutsche Comiczeichnerin
- Ristow, Michael, deutscher Botaniker
- Ristow, Michael (* 1967), deutscher Arzt, Wissenschaftler und Hochschullehrer
- Ristow, Sebastian (* 1967), deutscher Provinzialrömischer und Frühchristlicher Archäologe
- Ristow, Silvia (* 1963), deutsche Kommunalpolitikerin (Die Linke) und Oberbürgermeisterin
- Ristow, Susanne (* 1971), deutsche bildende Künstlerin
- Ristvedt, Peder (1873–1955), norwegischer Polarforscher

### Risz
- Riszdorfer, Michal (* 1977), slowakischer Kanute
- Riszdorfer, Richard (* 1981), slowakischer Kanute
- Risztov, Éva (* 1985), ungarische Schwimmerin